# Криезьотис, Николаос
Нико́лаос Криезьо́тис (греч. Νικόλαος Κριεζιώτης; 1785, Арьирон, Эвбея — 1853, Смирна) — греческий военачальник эпохи Греческой революции, генерал и революционер королевства Греции.

## Биография
Первоначальные биографические данные Криезьотиса отрывочны. Греческий историк Д. Фотиадис пишет, что Николаос Криезьотис родился в 1785 году, в селе Аргиро, на юге острова Эвбея. Согласно описанию Фотиадиса, Николаос родился в семье пастуха с фамилией Харахлианис. Бедность вынудила молодого Николаоса покинуть Эвбею и отправиться в Малую Азию, где он работал пастухом в поместье богатого турка. Со временем, Николаос приобрёл своё стадо и жил в районе Пергама. Здесь он познакомился и побратался со своим будущим соратником, черногорцем Васосом, который покинул Малую Азию в 1820 году. Греческий историк С. Папагеоргиу пишет, что оба, Криезьотис и Васос, были на службе у знатной турецкой семьи Караосманоглу, не уточняя однако какого рода службу они несли:441.

## Греческая революция

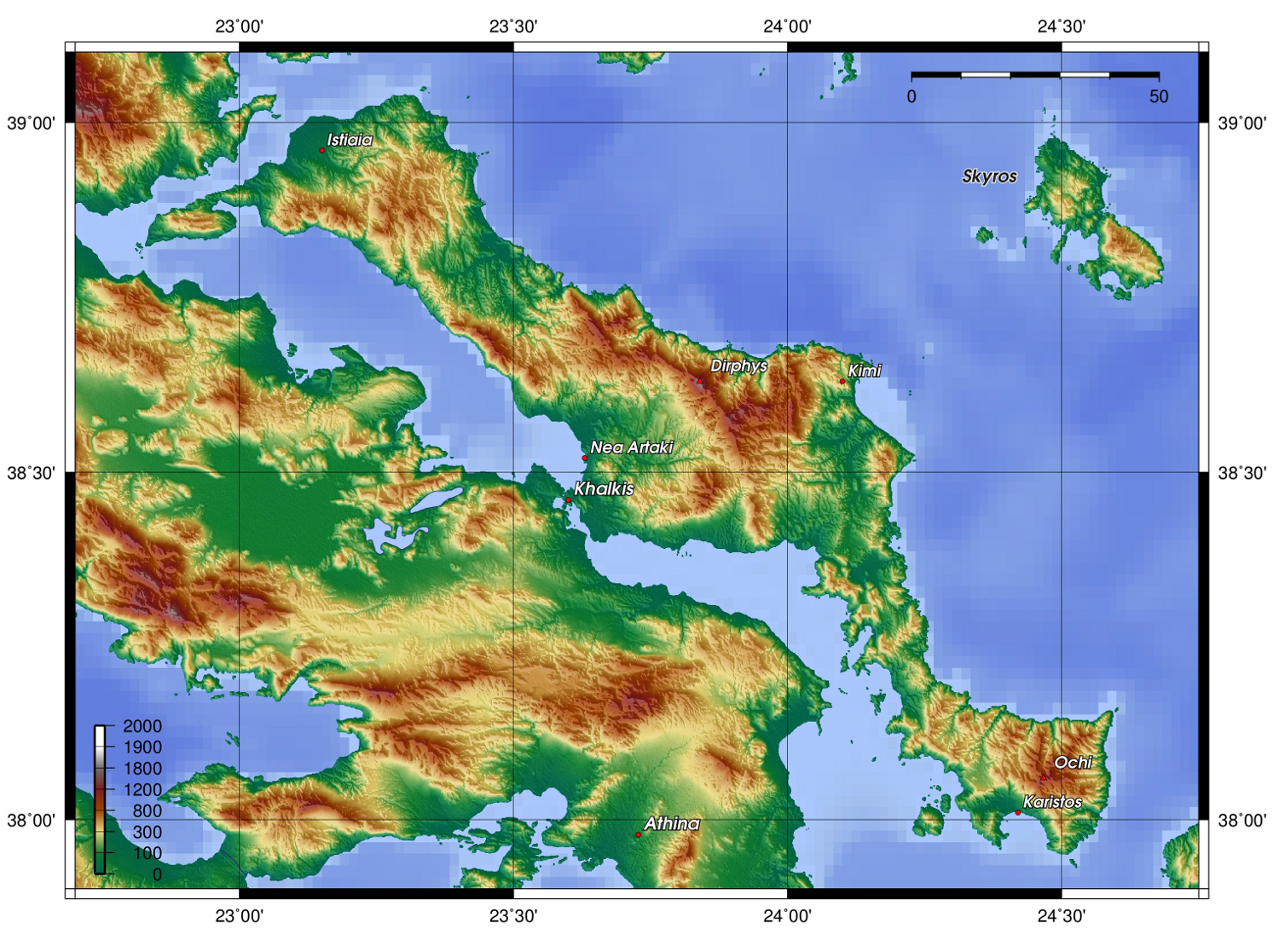
Топографическая карта Эвбеи.

Брат Криезьотиса, Григорий, служил священником в соседнем Кидониес (тур. Айвалык). 
С началом Греческой революции, по всей Османской империи прошла волна гонений и резни греческого населения. Братья решили оставить Малую Азию и вернуться домой. Высадились в Кими, на востоке острова. Григорий считал, что следует искать убежище в монастыре Мандзари, но Николаос заявил что он отправляется воевать с турками. По дороге он отнял у местного крестьянина ружьё с сломанным и перевязанным бечёвкой стволом, но заплатил «ограбленному» 50 турецких грошей.
Николаос добрался до Врисакиа у города-крепости Халкида, где разбил свой лагерь вождь восстания на Эвбее, Ангелис Говгинас. В распоряжении Говгинаса было всего 400 бойцов. Николаос предстал перед Говгинасом, но информация о том, что он прибыл из Малой Азии вызвала подозрение. На вопрос откуда он родом, Николаос ответил из села Криеза, в котором до того как покинуть Эвбею он недолго жил. Так за ним закрепилась фамилия Криезьотис:В-80.
15 июля 1821 года турки, под командованием Омер-Вриони, выступили за стены города и обрушились на 400 бойцов Говгинаса. Греческие повстанцы отразили атаку турко-албанцев, которые затем вновь укрылись за стенами города:146. Героями сражения стали мясник Костас из Фив (фамилия остаётся неизвестной), капитан Александрос Криезис с острова Идра, который поддерживал повстанцев огнём со своего корабля, а затем высадил пушки на берег, и Николаос Криезьотис. После боя Криезьотис, вооружённый уже новым ружьём и саблей, доставшихся ему от убитых им турок, был назначен Говгинасом сотником:В-81.
В начале августа 1821 года на юге Эвбеи, в районе города Каристос, высадился епископ Неофит с четырьмя сотнями не имевшими военного опыта жителями островов Андрос и Тинос. Десант епископа Неофита дал бой в Стира. В бою принял участие и побратим Криезьотиса, черногорец Васос. Бой был неудачным для повстанцев. Десант епископа рассеялся. Васос чудом спасся, получив ранение в шею. После этого, жители Каристоса попросили Гогевинаса выделить им нового командира. Гогевинас назначил им командиром Криезьотиса. Жители Каристоса одновременно оставили на командном посту и Васоса. Но епископ Неофит 20 ноября 1821 года произвёл второй десант, в районе города Эретрия. Епископ продолжал недооценивать «пастуха Криезьотиса» и «неизвестного черногорца»:В-204. Избегая также из политических соображений призвать на помощь Одиссея Андруцоса, который с 600 бойцами находился на противоположной стороне залива, епископ призвал на помощь Кирьякулиса Мавромихалиса и его племянника Илиаса Мавромихалиса. 600 маниотов высадились в Аливери и вместе с Криезьотисом направились 11 января 1822 года к Стира. Повстанцы одержали лёгкую победу, после чего отмечая успех, напились. Когда на них обрушилась подоспевшая конница Омер-бея, бойцы Кирьякулиса и Васоса разбежались. Вокруг Ильи осталось 60 маниатов и Криезьотис. Криезьотис пытался убедить Илью оставить позицию, но безуспешно. Предвидя верную гибель, Криезьотис отступил. Илиас Мавромихалис остался с семью маниатами и погиб:В-205.
5 мая 1823 года Криезьотис одержал победу над турками при Ватиси у города Каристос, на юге Эвбеи:Δ-351.

## Последующие годы войны
В марте 1825 года под командованием Гураса Криезьотис принял участие в походе против Одиссея Андруцоса. Будучи политическим противником Александра Маврокордатоса и запутавшийся в его политических интригах «Лев Центральной Греции» и герой битвы при Гравье дошёл до сотрудничества с турками. Преследуя Андруцоса, 31 марта Криезьотис обратил вспять турецкую кавалерию в Ливанатесе:Г-134.
4 апреля, в новом бою, греческие повстанцы вновь победили турок. После боя Криезьотис в силу своей старой дружбы с Одиссеем пытался убедить его, что тот должен оставить турок, в особенности сейчас, когда Морее угрожают египтяне Ибрагима-паши. Криезьотис обещал Одиссею, что Гурас не тронет его. Турки стали подозревать Одиссея и потребовали заложниками его братьев и секретаря Георгантаса. Когда 5 апреля греки вновь атаковали турок, Одиссей с 800 своими бойцами, по соглашению с Криезьотисом, вновь перешёл на греческую сторону:Г-135. Гурас, Васос и Криезиотис приняли Одиссея и гарантировали ему безопасность. Впоследствии Гурас послал его на Афинский Акрополь, где Одиссей был задушен и тело его было сброшено со скалы Акрополя, имитируя смерть при попытке к бегству:Г-136.
В октябре 1825 года Гурас, Криезьотис и Васос перехватили у реки Аламаны (Сперхиоса) в Центральной Греции обоз, направлявшийся к гарнизону Омер-паши на Эвбее:Δ-380.

## Поход в Ливан
Ливанский поход греческих повстанцев остаётся одним из самых загадочных и труднообъяснимых для греческих историков. В то время как осаждённый Месолонгион ждал помощи и жил свои последние недели, временное правительство революционной Греции решило отозваться на призыв о помощи со стороны ливанского эмира Башира. В марте 1826 года с острова Кеа и на кораблях судовладельцев острова Спеце, 1000 бойцов, под командованием Криезьотиса, Васоса и Хадзимихалиса, отправились к берегам Ливана. Греческие повстанцы высадились под Бейрутом, но неизвестно почему подверглись атаке просившего о помощи Башира. Несмотря на неожиданное развитие событий, греческие повстанцы отразили атаку без больших потерь. Десант Криезьотиса — Васоса — Хадзимихалиса вернулся в Грецию, и в полном своём составе и на тех же кораблях был брошен на спасение высаженного на юге Эвбеи десанта Фавье, которому угрожало полное уничтожение. Неудача ливанской авантюры оказалась спасительной для корпуса Фавье. Сам спасшийся чудом, ливанский десант, в последний момент, 29 марта дал возможность частям Фавье, вместе с единственным регулярным «полком» греческой армии, сесть на корабли и высадиться в Аттике:Г-180.

## Аттика
В июне 1826 года Криезьотис и Васос дали два успешных боя против 10 000 солдат Кютахьи-паши. Но этого было недостаточно, чтобы остановить Кютахью, который в июле осадил Афины, а в августе блокировал Гураса и Макриянниса в афинском Акрополе:Г-283. Однако 10-11 июля Криезьотис и Васос сумели одержать тактическую победу над Кютахьей в двухдневном бою у Хасиа, на севере Аттики:Δ-388.

## Акрополь

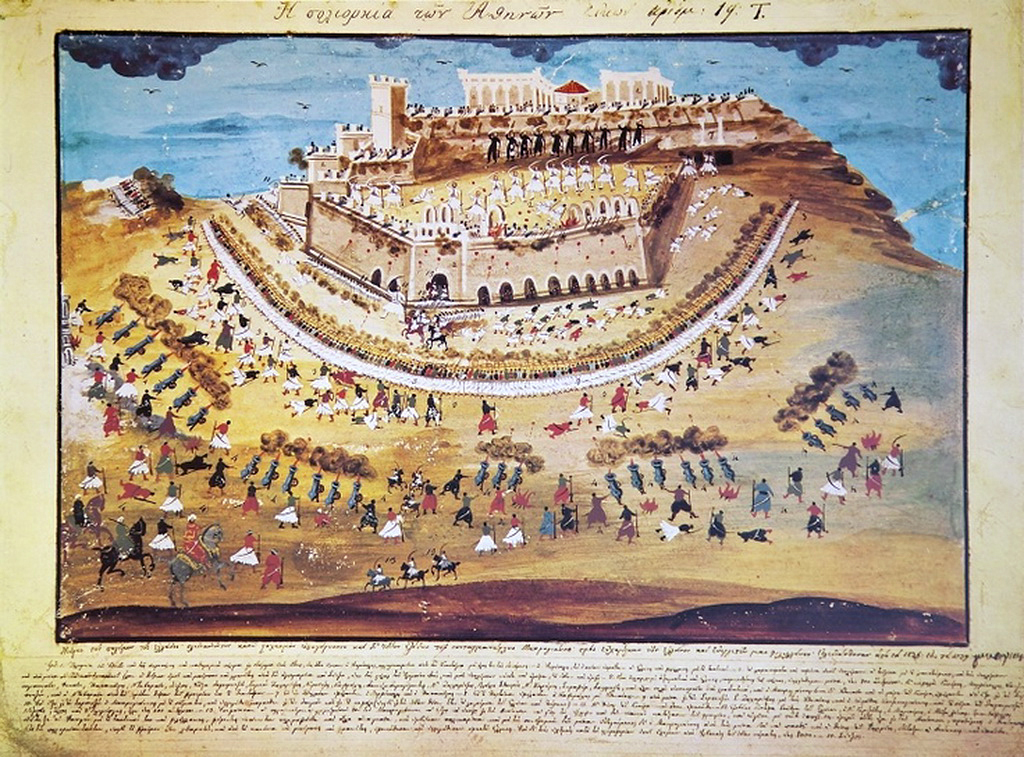
Народный художник Панайотис Зографос. Картина-карта осады Акрополя, написанная по указаниям Макриянниса.

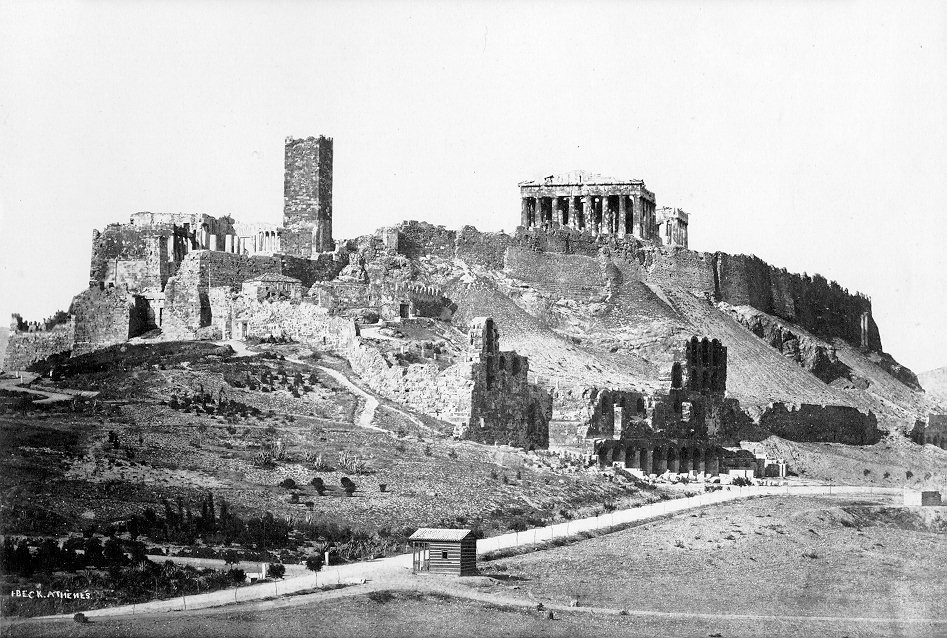
Афинский Акрополь через полвека после осады.

Когда Караискакис предпринял поход для спасения революции в Средней Греции, Криезьотис и Васос примкнули к нему:Г-284.
В августе 1826 года в сражении при Хайдари на подступах к Афинам рота 70 французских немецких и итальянских филэллинов под командованием неаполитанца Винченцо Пизы обратила вспять кавалеристов Кютахьи. Воодушевлённые подвигом «иностранцев», Криезиотис и Васос атаковали турецкую кавалерию с левого фланга и вынудили её отступить. План турецкого командующего по окружению греческих сил был сорван:Г-286. В начале октября на осаждённом Акрополе погиб Гурас, который командовал его гарнизоном. По заданию Караискакиса, 11 октября Криезьотис возглавил прорыв 400 бойцов, к Акрополю. Отряд, у каждого члена которого в мешке было по 0,3 кг пороха и другие припасы, были посажены на корабль капитана Александриса. Сам Караискакис совершил отвлекающую атаку на Мениди, на севере Аттики. Криезьотис высадился на Пирейском полуострове, прошёл через Кастеллу и сегодняшний Новый Фалер, через древнюю оливковую рощу к памятнику Филопаппу напротив Акрополя. Отсюда повстанцы совершили бросок и, прорвав турецкую цепь, взобрались на Акрополь. При этом, только два бойца были ранены. Криезьотис возглавил оборону Акрополя:Г-292. Турки продолжали осаду. Принесённые отрядом Криезиотиса припасы вскоре закончились. По просьбе Караискакиса через несколько месяцев подвиг Криезьотиса повторил Фавье. Но вскоре Фавье, не готовый к лишениям осады, стал призывать к почётной сдаче.
Ещё одним поводом трений было то, что полковник наполеоновской армии не мог подчиняться абсолютно безграмотному Криезьотису. Осаждённые разбились на два лагеря. Часть осаждённых во главе с Криезьотисом считала, что нужно держаться до конца. Другая часть, во главе с Фавье, стала дезинформировать и шантажировать греческий лагерь у Афин тем, что припасов на Акрополе хватит только на четыре дня. В результате этой дезинформации и по настоянию англичан Кокрейна и Чёрча, назначенными к тому времени командующими греческой армией и флотом, состоялась битва при Фалероне, которая стала самым крупным поражением повстанцев за все годы войны:Г-346.
После разгрома повстанцев при Фалере, разлад на Акрополе усугубился. Криезьотис был готов отпустить Фавье и остаться с малыми силами, чтобы продолжить оборону. Но Акрополь оставался единственной свободной греческой территорией в Средней Греции, а европейская, и прежде всего британская, дипломатия, следуя политике незыблемости Османской империи, пыталась свернуть Греческую революцию, допустив создание полуавтономного государства, ограниченного одним только Пелопоннесом. При настойчивом посредничестве капитана австрийского военного корабля и под гарантии и настоянию французского адмирала де Риньи, весь гарнизон оставил Акрополь:Г-374. Шотландский филэллин Гордон написал в своей «Истории Греческой революции», что «если бы на Акрополе были бы только греки, то, вероятно, они смогли бы продержаться до Наваринского сражения»:Г-377.

## Последние годы войны
Пытаясь вновь раздуть тлеющее пламя восстания в северных греческих землях, Фессалии и Македонии, в ноябре 1827 года Криезьотис, Васос, Каратассос, Гацос и Думпиотис совершили внезапную высадку в заливе Пагаситикос. Десант не смог взять Трикери на входе в залив и операция была прекращена:Δ-406.
После того как греческое государство возглавил Иоанн Каподистрия, с февраля 1828 года по октябрь 1829 года была проведена реформа в армии. Криезьотису было поручено командование пятой тысячей Средней Греции:225.
С началом русско-турецкой войны начался отток турецких сил из Греции на север. 2 июня 1829 года турецкие силы, на своём пути с острова Эвбея к Фивам, были остановлены тысячей Криезьотиса. Турки понесли большие потери, но пробиться к Фивам не смогли:253.
Со своей тысячей Криезьотис принял участие в последнем и победном сражении войны при Петре 10 сентября 1829 года:254.

## После войны
После убийства Каподистрии, вместе с Колокотронисом и Дзавеласом, Криезьотис принял участие в авантюристической попытке провозгласить правителем Греции командующего русской эскадры в Средиземном море, адмирала Рикорда. Как следствие этой попытки, за 14 дней до прибытия баварца короля Оттона, 16 января 1833 года Криезьотис безуспешно атаковал в Аргосе части французского экспедиционного корпуса и отошёл с большими потерями:295. Через несколько месяцев после прибытия Оттона, военачальники ветераны Освободительной войны создали тайное общество «Феникс». Во главе общества стоял Колокотронис. В период с 7 по 11 сентября были произведены аресты членов Общества. Криезьотис был среди арестованных:84.
В 1835 году была учреждена почётная «Королевская фаланга» ветеранов Освободительной войны. Криезьотис, в звании генерала и в качестве правителя Эбеи, возглавил 13-е подразделение «Фаланги» в городе Халкида:338.
Криезьотис был замешан в подготовке конституционной революции 1843 года:109. После революции представлял Эвбею на Национальном собрании. Криезьотис был также замешан в революционных антимонархистских выступлениях 1847 года:138. В это период, Криезиотис и его побратим Васос политически сотрудничали с так называемой «французской» партией оставив за собой независимость движений и решений:363. Однако в 1848 году, когда у власти находилась «французская» партия, это не помешало Криезьотису, который был тогда генеральным инспектором Эвбеи, принять участие в антиправительственном мятеже:439.
Папагеоргиу в своей работе «Становление греческого государства, 1821—1862» пишет, что Криезьотис рассматривал Эвбею как своё владение и никак не мог, или не хотел, вписаться в государственные институты. Ещё с 1843 года он был обвинён в нарушениях законодательства и удержания государственных денег и связывает с этим его заключение в тюрьму летом 1847 года:440. Он же пишет, что с началом «мятежа» 1848 года власти «освежили» обвинения против Криезьотиса и заключили его в тюрьму в столице Эвбеи, городе Халкида. Папагеоргиу пишет, что здесь, в своей вотчине, Криезьотис без проблем вышел из тюрьмы и обойдя остров, сумел собрать вокруг себя 2000 человек. В последовавшем столкновении с правительственными войсками Криезьотис потерпел поражение и был тяжело ранен.
Д. Фотиадис рассматривает Криезьотиса как борца против абсолютизма Оттона. Фотиадис пишет, что в последнем бою с правительственными войсками Криезьотису оторвало руку, ядром выпущенном с корвета «Амалия»:В-205. Борцом против абсолютизма Оттона считает Криезьотиса и Т. Герозисис. Герозисис пишет, что сразу по выходу из тюрьмы в мае 1848 года, Криезьотис организовал мятеж в районе Халкиды, но после своего ранения и поражения отправился морем в, знакомую ему с молодости, османскую Смирну и более не вернулся в Грецию. Герозисис пишет, что Криезьотис был убит в Смирне в 1853 году, не уточняя однако кем, почему и при каких обстоятельствах он был убит:139.

## Память
Сегодня множество улиц и площадей в городах по всей Греции носят имя Николаоса Криезьотиса. В знак признания его вклада в Освободительную войну 1821—1829, бюст Криезьотиса установлен на Марсовом поле в Афинах, на Аллее героев, среди двух дюжин бюстов самых известных военачальников и героев той войны.